# Gora Glaz
Gora Glaz (englische Transkription von russisch Гора Глаз Gora Glas, deutsch ‚Augenberg‘) ist ein Nunatak im ostantarktischen Mac-Robertson-Land. In den Prince Charles Mountains ragt er nördlich des Mount Willing auf.
Russische Wissenschaftler benannten ihn.